# Ostorhinchus atrogaster
Ostorhinchus atrogaster es una especie de pez con aleta radiada del género Ostorhinchus, de la familia Apogonidae, orden Kurtiformes. Fue descrita por Smith & Radcliffe en 1912.

## Descripción
Mide 5,9 cm de longitud estándar.

## Distribución
Se distribuye por el Pacífico Occidental: Filipinas y Australia Occidental.